# 노르망디의 한국인
노르망디의 한국인은 일제강점기에 일본 군대에 징집되었다가 소련군에 포로로 잡힌 후, 다시 소련군에 소속됐다가 나치 독일군의 포로가 되어 나치 독일군의 병사가 되었다가 미군에게 포로가 된 것으로 알려져 있는 사람으로 '양경종'이라는 이름으로 알려져 있다. 그러나 그 실존 여부에 대해서는 논란이 되어 왔으며, 2005년에 제작·방송된 SBS 스페셜〈노르망디의 코리안〉에서는 실존여부의 확인에 실패하였다.

## 노르망디의 한국인의 실존 여부 논란
양경종 소문을 토대로 2005년에 제작·방송된 SBS 스페셜 〈노르망디의 코리안〉에서는 노몬한 전투 당시 조선인 포로 기록, 독소전쟁에 참전한 고려인 기록, 독일군 동방부대 관련 기록을 아무리 수소문해도 그런 사람의 흔적을 확인할 수 없었는 데다가 소련 군대로 복무하다가 부획되고서 독일군 동방부대에 편입된 병사들은 소련 측이 중대한 반역자로 규정했으므로, 미합중국·영국·소련 간 비밀 협약에 의해 전후 소련으로 강제로 절처히 송환돼 강제수용소에서 비참하게 생활했다. SBS 제작진은 알지 못하는, '노르망디의 코리안'이 미합중국으로 건너갔다는 소문과 그 사람이 '양경종'이란 이름으로 노스웨스턴 대학 주변에서 은거하다 죽었다는 소문은 허구라고 표명했다.

## 대중문화에 미친 영향
양경종설 진위와 무관하게 '노르망디의 코리안'이라는 주제의 매력은 다양한 픽션(fiction)의 동기가 됐다.

### 소설
- 장웅진 (2005). 《노르망디의 조선인》. 피와눈물.
- 조정래 (2007). 《오 하느님》. 문학동네.
- 이재익 (2011). 《아버지의 길》. 황소북스.
- 김병인 (2011). 《디데이》. 열림원.[3]

### 영화
- 《마이웨이》 (2011). 강제규 감독, 장동건, 오다기리 조 주연.[4]

### 연극
- 《D-day》(2009). 장태준 작/연출 (2009 11.7~11.12 공연). 제작: 극단 SRT . 장소: 상명아트홀 2관
- 《6월 26일》(2014).《D-day》(2009)에서 제목 변경돼 공연. 장태준 작/연출 (2014 6.17~6.29 공연). 제작: 창작집단 쵸크 24, 소울씨어터 . 장소: 두드림 소극장

## 같이 보기
- 라우리 퇴르니